# Matěj Blecha
Matěj Blecha (16. července 1861 Štítary u Kolína – 18. prosince 1919 Praha-Nové Město) byl český architekt a stavitel, nejmladší bratr a společník stavitelů a architektů Josefa a Aloise Blechy, po jejichž smrti rodinnou firmu převzal.

## Život
Narodil se ve Štítarech u Kolína jako nejmladší ze tří bratrů do rolnické rodiny. Byl pokřtěn druhý den po narození jako evangelík. Na základní školu chodil ve Štítarech, poté studoval v Kolíně. Rodiče mu zemřeli v mladém věku a vychovával jej starší bratr Josef. Po absolutoriu reálného gymnázia vystudoval pozemní stavitelství na pražské technice a pokračoval na vídeňské technice. Studia zakončil kursem architektury na Akademii výtvarných umění ve Vídni u Karla von Hasenauer. Od roku 1885 byl členem Spolku inženýrů a architektů (SAI).
V roce 1890 se stal společníkem ve firmě svého bratra Josefa (1841–1900). Ten v roce 1900 zemřel a o dva roky později zemřel i jeho druhý bratr Alois (1856–1902). Spolupracoval i s Emilem Králíčkem.
Po smrti Matěje Blechy v roce 1919 fungovala firma Matěj Blecha pod vedením jeho syna Josefa. Kromě stavebnictví se zabýval také architekturou a divadlem.

## Rodina
S manželkou Miladou (roz. Choděrovou, 1864–1921) měl dceru Miladu (* 1891) a syna Josefa (* 1896). S rodinou je pohřben v monumentální trojosé hrobce na Olšanech.

## Dílo

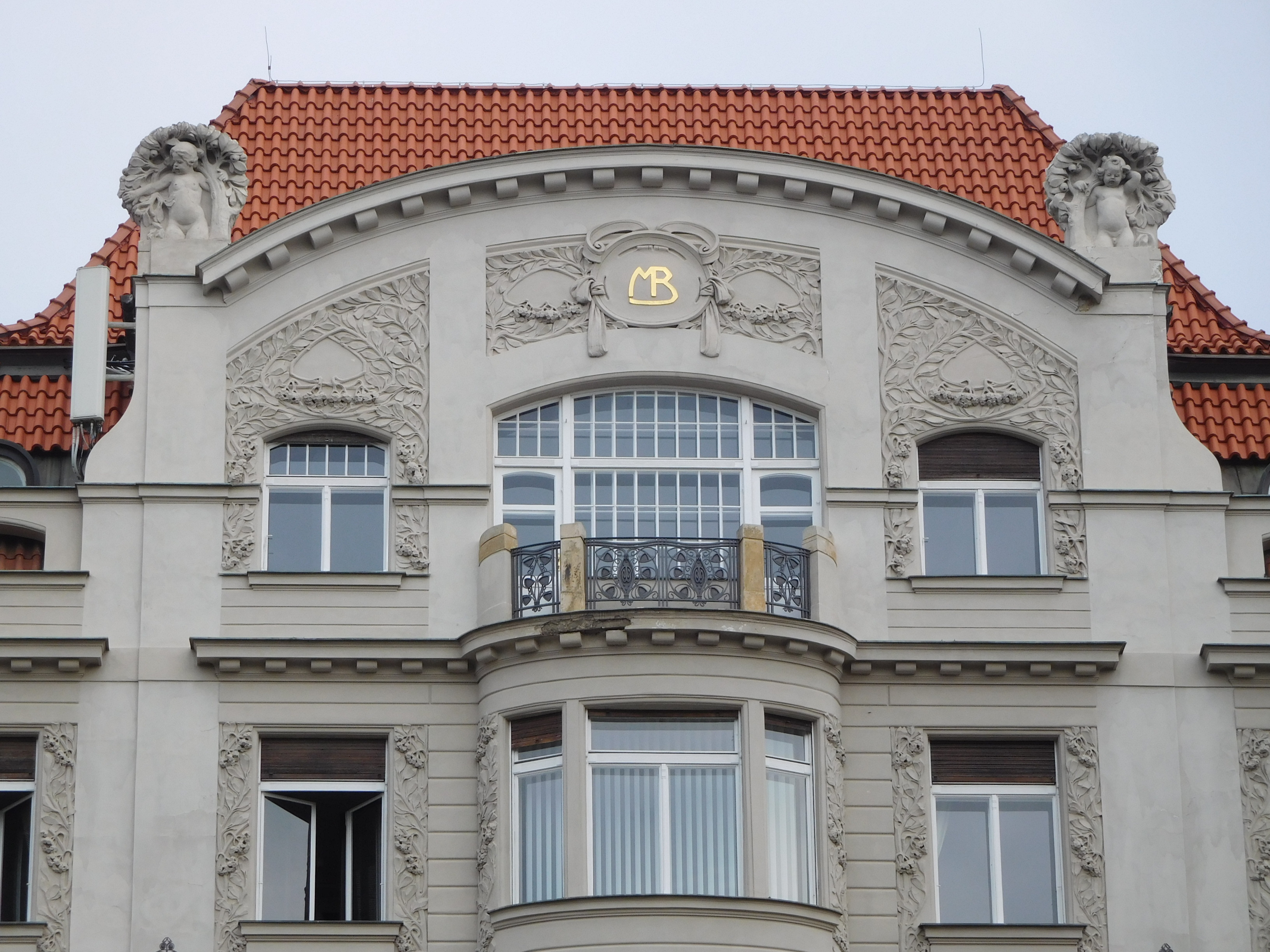
Nájemní dům M. Blechy, Masarykovo nábřeží 28, Praha 1 – detail fasády

Jsou mu připisovány stavby evangelických kostelů v Černilově a Chvaleticích z roku 1882. Je jedním z českých architektů, jehož projekty byly realizovány na území dnešní Ukrajiny a Srbska.
Některé stavby navrhoval sám, spolupracoval také s řadou dalších architektů (Osvald Polívka, Antonín Wiehl a další). Významná je jeho spolupráce s Emilem Králíčkem.

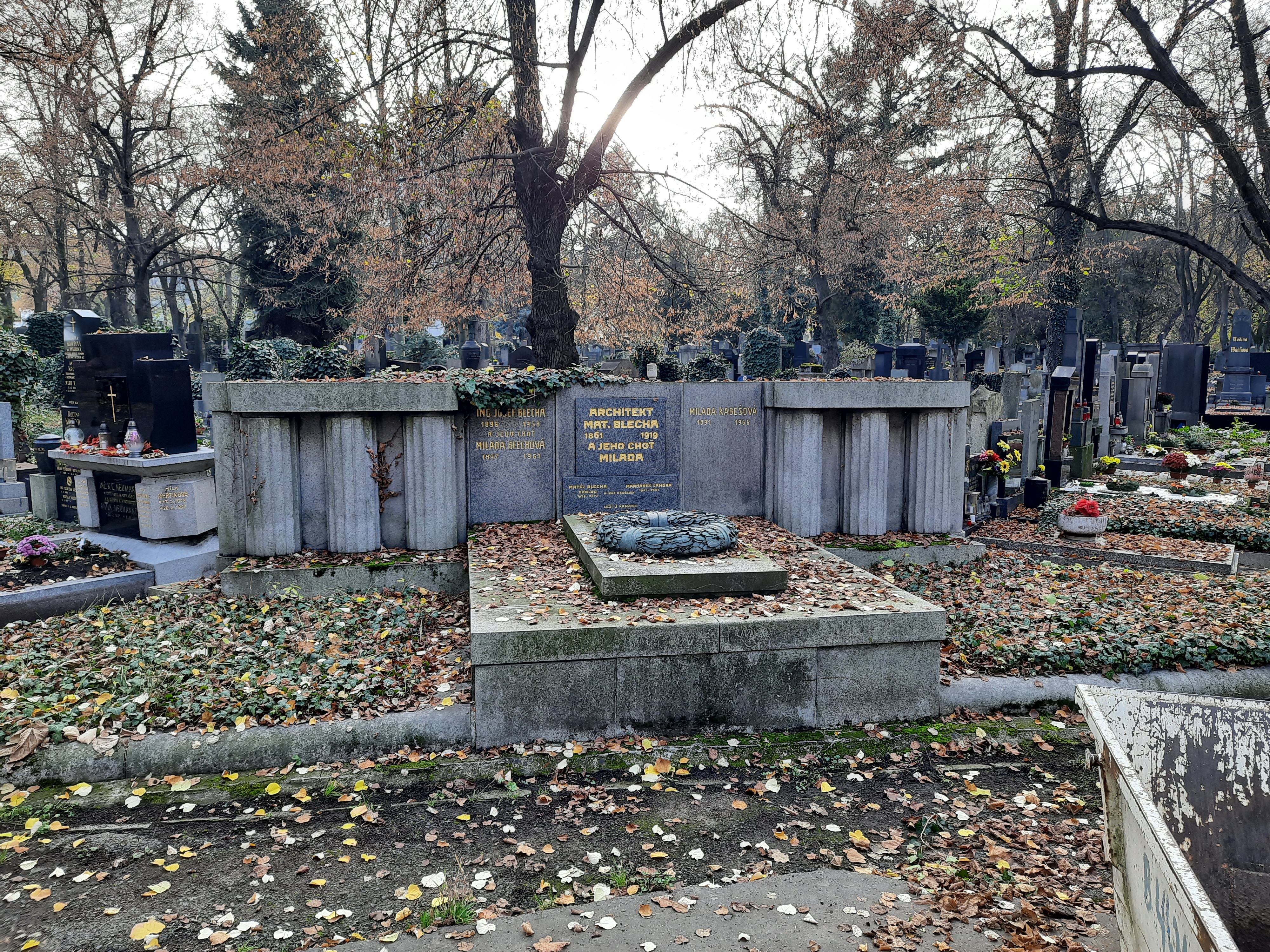
Hrobka rodiny Matěje Blechy na Olšanských hřbitovech

- 1890 Vila "Luisa", Dobřichovice, pro Jana a Luisu Reimanovy, čp. 118 (novorenesance),
- 1890–1891 Soutěžní návrh na most Františka Josefa I. v Praze, spolu s Albertem Vojtěchem Velflíkem,
- 1893 Nakladatelský a tiskařský dům nakladatelství Politika, Praha 1 - Nové město, čp. 200/II, Pštrossova 21,
- 1895 Evangelický kostel, Kladno, ulice Generála Klapálka 1394,
- 1898 Evangelický kostel, Nymburk, architekt: Friedrich Gottlob Karl Alber (novorenesance),
- 1900–1902 Pražská úvěrní banka, Praha 1 - Staré Město, čp. 377/I, ul. 28. října 13, výzdoba Celda Klouček,
- 1902 Zemská banka, Praha 1 - Nové Město, Na Příkopě 28, architekt: Osvald Polívka, výzdoba Celda Klouček (novorenesance),[6]
- 1903 Nájemní dům čp. 1984/II, Praha 1 - Nové Město, Senovážné náměstí 10,
- 1904–1905 Nájemní dům "U Dörflerů" čp. 391/I, Praha 1 - Staré Město, Na Příkopě 7, architekt Jiří Justich,[7]
- 1904 Kostel svatého Vojtěcha, Praha 8 - Libeň (secese),
- 1904–1906 Vlastní nájemní dům, čp. 235, Praha 1 - Nové město, Masarykovo nábřeží 28,
- 1905 Kostel svaté Anny, Habartov, zbořen 19. 12. 1951,[8]
- 1906 Hernychova vila, Ústí nad Orlicí,
- 1906 Kostel svatého Josefa v Předlicích v Ústí nad Labem,[9]
- 1906–1907 Poliklinika, Praha 1 - Nové Město, čp. 208/II, Myslíkova 7,
- 1906–1907 Palác Pražské železářské společnosti, Praha 1 - Nové Město, čp. 1015/II, Opletalova 55, architekt: Josef Zasche,
- 1907–1908 Penzion (dnes kolej AMU), Praha 1 - Staré Město, čp. 940/I, Hradební 7, architekt: Emil Králíček,
- 1907-1910 Libeňská sokolovna a lázně, Praha 8 - Libeň, čp. 2, Zenklova 3,
- 1908 Rekonstrukce a rozšíření Židovské radnice v Praze 1 – Josefově, čp. 250/V, Maiselova 18,[10]
- asi 1910 Rodinný dům, Praha 6 - Bubeneč, čp. 289/VII, Na Zátorce 3, architekt: Emil Králíček,
- asi 1910 Nájemní dům, Praha 8 Karlín, čp. 519, Hybešova 5,
- asi 1910 budova Výchovny České zemské komise pro péči o mládež, Jilemnice, č. p. 332, stavba: Jan Vejrych,
- 1910–1911 Rekonstrukce zámku Mníšek pod Brdy,
- 1911 České mořské lázně hotel Velebit, Baška na ostrově Krk, Chorvatsko,
- 1911–1912 Dům Maribor, Praha 7 - Holešovice, čp. 861/VII, Bubenské nábřeží 9, architekt: Emil Králíček,
- 1911–1912 Skladový dům Jindřicha Vaňka, Praha 7 - Holešovice, U Topíren 4, architekt: snad Emil Králíček,
- 1911–1913 Hotel Zlatá Husa, Praha 1 - Nové Město, čp. 839/II, Václavské nám. 7, (geometrická secese), upraveno v roce 1933 Ladislavem Machoněm,
- 1911–1913 Adamova lékárna, Praha 1 - Nové Město, čp. 775/II, Václavské nám. 8, architekt: Emil Králíček, (geom. secese a kubismus),
- 1912–1913 Nájemní dům se spořitelnou, Praha 8 - Karlín, čp. 539, Prvního pluku 18,
- 1912–1913 Nájemní dům čp. 122/V, Praha 1 - Josefov, čp. 122/V, Bílkova 6, architekt Josef Kovařovič,[11]
- 1912–1913 Dům Diamant, Praha 1 - Nové Město, čp. 82/II, Spálená 4, architekt: Emil Králíček, (kubismus),
- 1912–1913 Přístavba Jedličkova ústavu, Praha 2 - Vyšehrad, čp. 13, V Pevnosti 4,
- 1913 Kubistická lucerna, Praha 1 - Nové Město, Jungmannovo nám., architekt: Emil Králíček, (součást projektu Adamovy lékárny),
- 1913–1916 Palác Rokoko (Šupichovy domy), Praha 1 - Nové Město, čp. 794/II, 626/II, Václavské nám. 38, 40, architekt: Emil Králíček,
- 1914–1915 Činžovní dům, Praha 1 - Staré Město, čp. 42/I, Kaprova 14,[12]
- 1915–1920 Pavilon nemocnice, Praha 2 - Nové Město, čp. 500/II, Karlovo náměstí 37.

### Průmyslové objekty
- Cukrovar v Trnavě, v Seredi, Eresi, Orojska, Teplá a další v Itálii, Srbsku a Bulharsku,
- Lihovary,
- Spojené strojírny v Hradci Králové,

### Stavby realizované firmou Matěje Blechy po jeho smrti
- 1920–1922 Nájemní domy, Praha 2 - Nové Město, čp. 329, 330, Dittrichova 15, 17,
- 1922 Kancelářský dům, Praha 5 - Smíchov, čp. 200, Kartouzská 4,
- 1924–1926 Obchodní a nájemní dům, Praha 1 - Nové Město, čp. 60, Národní 28,
- 1924–1930 Vila Otto Petschka v Praze-Bubenči, architekt Max Spielmann,
- 1925 Palác Pražské úvěrové banky, Bělehrad,[13]
- 1925–1926 Modlitebna, Praha 2 - Nové Město, čp. 546, Malá Štěpánská 12,
- 1925–1928 Budova československého velvyslanectví v Jugoslávii, Bělehrad,[14] architekt Alois Mezera,
- 1926–1928 Kancelářský dům, Praha 1 - Nové Město, čp. 1048, Na Poříčí 30,
- 1928–1931 Budova srbsko-americké banky v Bělehradu na třídě Kralja Milana, architekt Jaroslav Prchal,
- 1928 Palác Kotva v Praze, architekt Jan Žák,
- 1928 Vila Friedricha Petschka v Praze-Bubenči , architekt Max Spielmann,
- 1932 přestavba Pelléovy vily v Praze 6-Bubenči , architekt Max Spielmann.

## Ocenění
- 1906 Řád císaře Františka Josefa

## Galerie

Stavby Matěje Blechy a Emila Králíčka
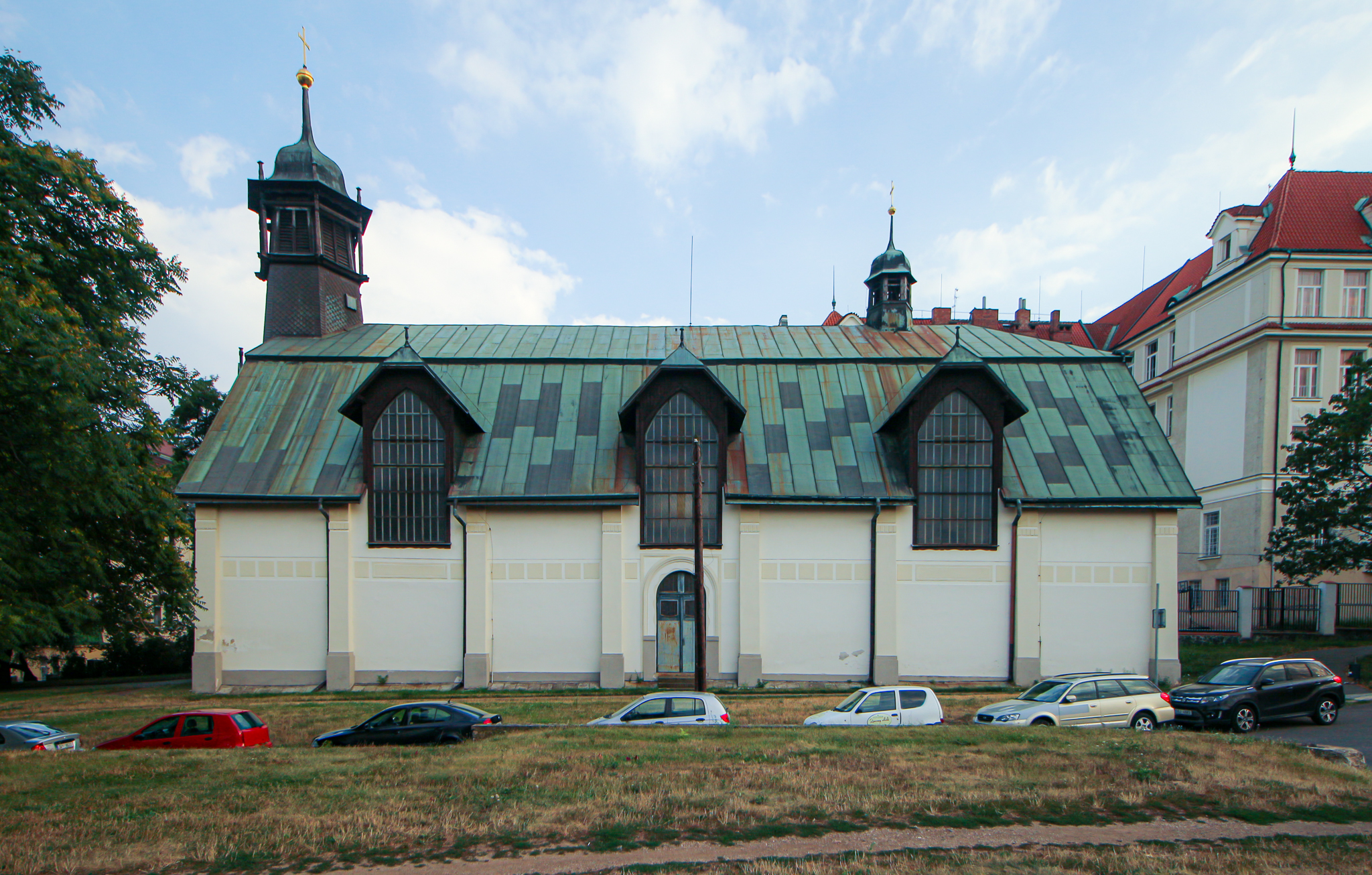
Kostel sv. Vojtěcha, Praha - Libeň, 1904–1905
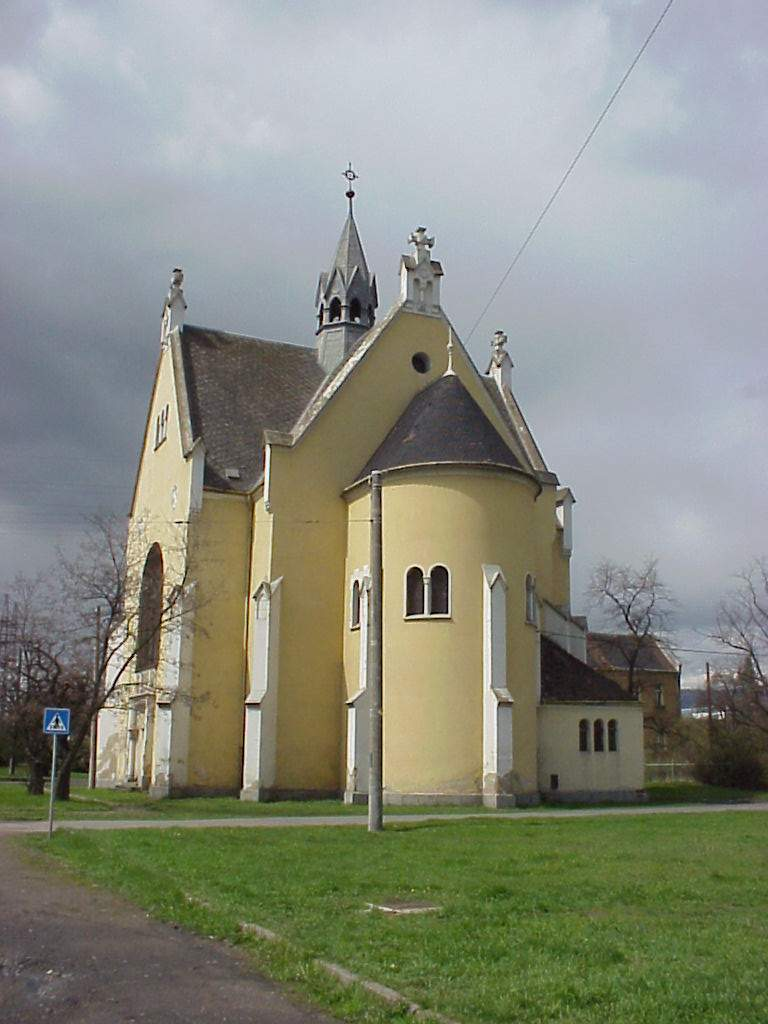
Kostel sv. Josefa, Ústí nad Labem - Předlice, 1905–1906
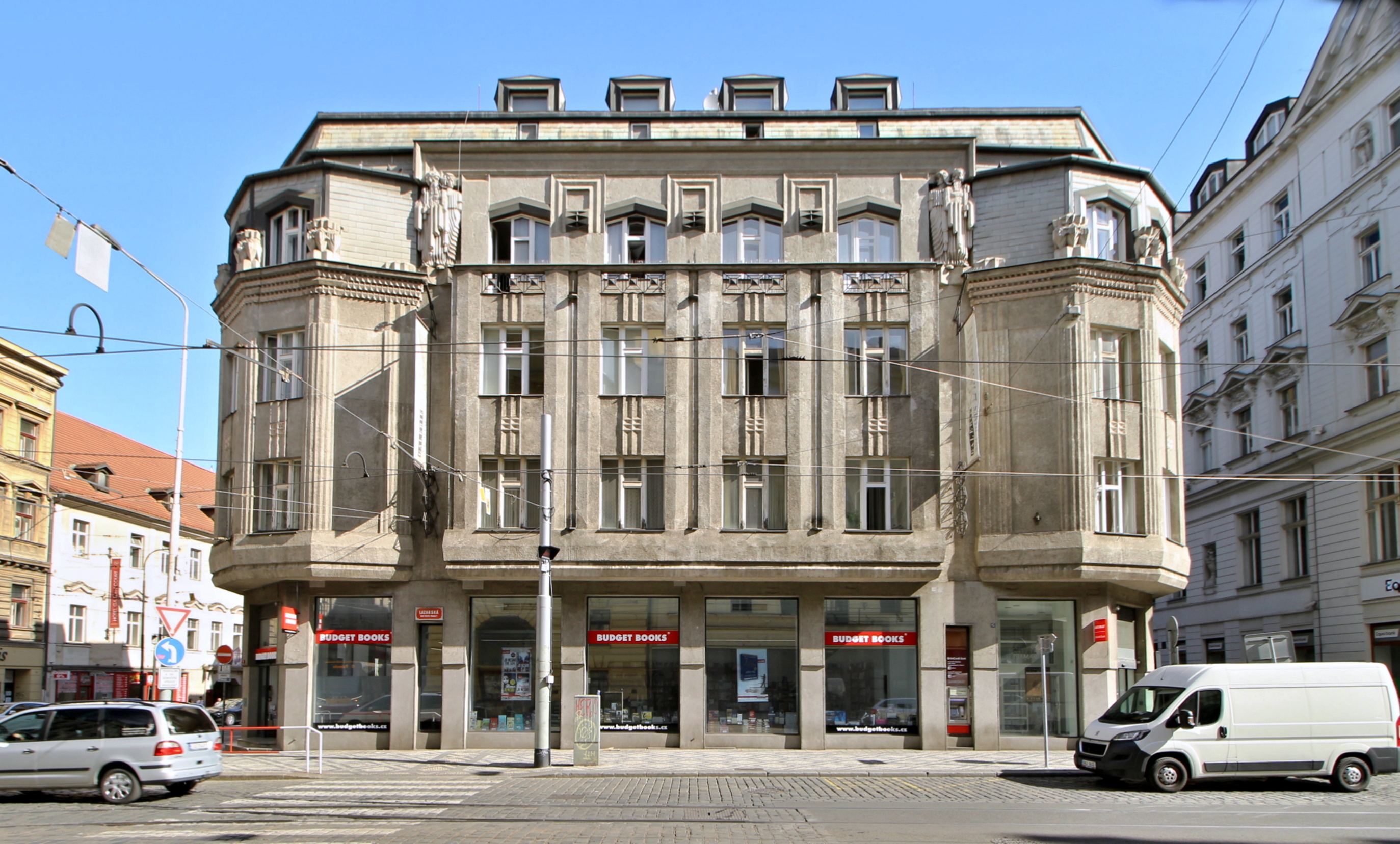
Dům Diamant, Praha - Nové Město, 1912–1913